# Margit Madarász
Margit Madarász (* 23. August 1884 in Budapest; † 15. Februar 1959 ebenda) war eine ungarische Tennisspielerin.

## Karriere
Madarász, ein Mitglied des Budapester Lawn Tennis Clubs (BLTC), nahm ab 1901 an Tennisturnieren teil. 1907 und 1908 gewann sie die Deutschen Meisterschaften.
1908 war sie für das Dameneinzel der Olympischen Spiele in London gemeldet, sie trat jedoch zu ihrem Auftaktmatch nicht an. Im selben Jahr zog sie sich aus dem Turniertennis zurück. Sie starb 1959 im Alter von 74 Jahren in Budapest.

## Einzeltitel
| Nr. | Jahr | Turnier                  | Finalgegnerin | Ergebnis      |
| --- | ---- | ------------------------ | ------------- | ------------- |
| 1.  | 1907 | Deutsche Meisterschaften |               | 7:5, 0:6, 6:2 |
| 2.  | 1908 | Deutsche Meisterschaften |               | 2:6, 6:4, 6:0 |